# Campeonato Sub-20 de la OFC 2007
El Campeonato Sub-20 de la OFC se realizó en Nueva Zelanda en el Trusts Stadium entre el 19 y el 31 de enero de 2007.

## Formato
El torneo se realizó en tipo liga todos contra todos el ganador de grupo sería el campeón y en cada jornada había 3 partidos y un equipo descansaba.
El campeón clasifica a la Copa Mundial de Fútbol Sub-20 de 2007.

## Resultados
| Pos | Equipo          | PJ | G | E | P | GF | GC | Dif | Pts |
| --- | --------------- | -- | - | - | - | -- | -- | --- | --- |
| 1   | Nueva Zelanda   | 6  | 5 | 1 | 0 | 21 | 4  | 17  | 16  |
| 2   | Fiyi            | 6  | 4 | 0 | 2 | 16 | 6  | 10  | 12  |
| 3   | Islas Salomón   | 6  | 3 | 2 | 1 | 14 | 8  | 6   | 11  |
| 4   | Nueva Caledonia | 6  | 3 | 0 | 3 | 11 | 6  | 5   | 9   |
| 5   | Tahití          | 6  | 2 | 1 | 3 | 9  | 9  | 0   | 7   |
| 6   | Vanuatu         | 6  | 1 | 2 | 3 | 8  | 17 | -9  | 5   |
| 7   | Samoa           | 6  | 0 | 0 | 6 | 4  | 33 | -29 | 0   |

|  | Samoa | 0:7 (0:4) | Fiyi                                                          | Trusts Stadium, Auckland       |                                |
|  |       |           | Senibuli 9' · Krishna 32' 38' 86' · Singh 24' · Underwood 69' | Asistencia: 3.200 espectadores | Asistencia: 3.200 espectadores |

|  | Tahití        | 1:2 (1:1) | Nueva Caledonia          | Trusts Stadium, Auckland       |                                |
|  | Tereiitau 60' |           | Sablan 9' · Lolohea 45+' | Asistencia: 3.500 espectadores | Asistencia: 3.500 espectadores |

|  | Nueva Zelanda | 1:1 (1:1) | Islas Salomón | Trusts Stadium, Auckland       |                                |
|  | Jenkins 33'   |           | Molea 28'     | Asistencia: 4.000 espectadores | Asistencia: 4.000 espectadores |

|  | Tahití                               | 3:1 (0:0) | Samoa    | Trusts Stadium, Auckland       |                                |
|  | Wan Phook 5' · Warren 28' · Chan 64' |           | Tino 12' | Asistencia: 2.800 espectadores | Asistencia: 2.800 espectadores |

|  | Islas Salomón | 1:0 (0:0) | Nueva Caledonia | Trusts Stadium, Auckland       |                                |
|  | Molea 55'     |           |                 | Asistencia: 3.300 espectadores | Asistencia: 3.300 espectadores |

|  | Fiyi                    | 2:0 (0:0) | Vanuatu | Trusts Stadium, Auckland       |                                |
|  | Naqeleca 28' · Sami 61' |           |         | Asistencia: 3.400 espectadores | Asistencia: 3.400 espectadores |

|  | Tahití                      | 2:2 (0:1) | Vanuatu             | Trusts Stadium, Auckland       |                                |
|  | Hauata 56' · Tereiitau 90+' |           | Boe 2' · Sakama 89' | Asistencia: 3.500 espectadores | Asistencia: 3.500 espectadores |

|  | Nueva Zelanda                                                                   | 7:1 (3:1) | Samoa    | Trusts Stadium, Auckland       |                                |
|  | Keat 2' · Jenkins 33' 57' 90' · Brockie 39' · James 50' (pen.) · Cunningham 86' |           | Malo 42' | Asistencia: 4.200 espectadores | Asistencia: 4.200 espectadores |

|  | Islas Salomón               | 0:3 (0:1) | Fiyi | Trusts Stadium, Auckland       |                                |
|  | Krishna 41' 58' · Singh 52' |           |      | Asistencia: 4.300 espectadores | Asistencia: 4.300 espectadores |

|  | Nueva Caledonia                                                | 5:0 (4:0) | Samoa | Trusts Stadium, Auckland       |                                |
|  | Wahnyamalla 3' · Xenie 13' · Bowen 28' 32' · Tocuma 62' (a.g.) |           |       | Asistencia: 3.000 espectadores | Asistencia: 3.000 espectadores |

|  | Vanuatu               | 2:2 (2:1) | Islas Salomón         | Trusts Stadium, Auckland       |                                |
|  | Molbert 4' · Melar 6' |           | Otini 45' · Rande 87' | Asistencia: 3.300 espectadores | Asistencia: 3.300 espectadores |

|  | Tahití | 0:2 (0:1) | Nueva Zelanda        | Trusts Stadium, Auckland       |                                |
|  |        |           | Keat 30' · James 69' | Asistencia: 3.900 espectadores | Asistencia: 3.900 espectadores |

|  | Vanuatu  | 1:3 (1:0) | Nueva Caledonia                | Trusts Stadium, Auckland       |                                |
|  | John 29' |           | Sele 68' 85' · Wahnyamalla 72' | Asistencia: 3.300 espectadores | Asistencia: 3.300 espectadores |

|  | Tahití     | 1:2 (0:0) | Islas Salomón         | Trusts Stadium, Auckland       |                                |
|  | Degage 88' |           | Rande 55' · Otini 66' | Asistencia: 3.900 espectadores | Asistencia: 3.900 espectadores |

|  | Fiyi                  | 2:3 (1:1) | Nueva Zelanda                   | Trusts Stadium, Auckland       |                                |
|  | Krishna 8' 68' (pen.) |           | James 43' (pen.) · Keat 56' 77' | Asistencia: 4.500 espectadores | Asistencia: 4.500 espectadores |

|  | Islas Salomón                                                        | 8:1 (4:0) | Samoa            | Trusts Stadium, Auckland       |                                |
|  | Otini 27' · Molea 31' 89' (pen.) · Nawo 45' 45+' 66' · Rande 86' 87' |           | Waroi 49' (a.g.) | Asistencia: 2.600 espectadores | Asistencia: 2.600 espectadores |

|  | Fiyi                     | 2:1 (1:0) | Nueva Caledonia | Trusts Stadium, Auckland       |                                |
|  | Krishna 37' · Prasad 79' |           | Sele 68'        | Asistencia: 3.000 espectadores | Asistencia: 3.000 espectadores |

|  | Vanuatu | 0:7 (0:5) | Nueva Zelanda                                                                 | Trusts Stadium, Auckland       |                                |
|  |         |           | Edginton 2' · James 15' 24' 51' · Brockie 19' · Peverley 32' · Cunningham 62' | Asistencia: 3.200 espectadores | Asistencia: 3.200 espectadores |

|  | Tahití       | 2:0 (1:0) | Fiyi | Trusts Stadium, Auckland       |                                |
|  | Chan 23' 65' |           |      | Asistencia: 3.500 espectadores | Asistencia: 3.500 espectadores |

|  | Vanuatu                              | 3:1 (2:1) | Samoa     | Trusts Stadium, Auckland       |                                |
|  | Namariau 9' · Kaltak 17' · Natou 74' |           | Tokuma 6' | Asistencia: 4.100 espectadores | Asistencia: 4.100 espectadores |

|  | Nueva Zelanda | 1:0 (0:0) | Nueva Caledonia | Trusts Stadium, Auckland       |                                |
|  | James 90+'    |           |                 | Asistencia: 5.000 espectadores | Asistencia: 5.000 espectadores |

## Campeón
| Bandera de Nueva Zelanda |
| Campeón Nueva Zelanda    |
| Tercer título            |

## Premios

### Bota de Oro
| Pos. | Nombre      | Equipo        | GF |
| ---- | ----------- | ------------- | -- |
| 1    | Roy Krishna | Fiyi          | 8  |
| 2    | Chris James | Nueva Zelanda | 6  |
| 3    | Sam Jenkins | Nueva Zelanda | 4  |

## Clasificado al Mundial Sub-20
- Nueva Zelanda